# Kim Ki-doo
Kim Ki-doo (en hangul, 김기두), es un actor surcoreano.

## Biografía
Estudió en el Suwon Science College (수원과학대학).

## Carrera
En mayo del 2016 se unió al elenco recurrente de la serie Another Miss Oh, donde interpretó a Ki-tae, uno de los ingenieros de sonido de "Movie Sound". En diciembre del mismo año se unió al elenco recurrente de la popular serie Goblin (también conocida como "Guardian: The Lonely and Great God"), donde dio vida a una de las parcas.
En junio del 2017 se unió al elenco recurrente de la serie Duel, donde interpretó al periodista de redes sociales Kim Ik-hong, quien ayuda a su colega Ryu Mi-rae (Seo Eun-soo) a descubrir la verdad detrás de una clonación, hasta el final de la serie el 23 de junio del mismo año. En agosto del mismo año se unió al elenco recurrente de la serie Strongest Deliveryman, donde dio vida a Baek Gong-gi, uno de los empleados de "Holy Noodles". Ese mismo año se unió al elenco recurrente de la serie Amor revolucionario, donde interpretó al jefe Yang, un compañero de trabajo de Kwon Jae-hoon (Gong Myung).
En septiembre del 2018 se unió al elenco recurrente de la serie 100 Days My Prince (también conocida como "Dear Husband of 100 Days"), donde dio vida a Seo Goo-dol, el esposo de Kkeut-nyeo (Lee Min-ji) y amigo de Yeon Hong-sim (Nam Ji-hyun).
En noviembre del mismo año se unió al elenco principal de la quinta temporada de la serie God's Quiz, donde interpretó a Nam Sang-bok, un nuevo investigador que se une al equipo de investigaciones especiales de la detective Kang Kyung-hee (Yoon Joo-hee), hasta el final de la serie el 10 de enero del 2019.
En junio del 2019 se unió al elenco recurrente de la serie Perfume, donde dio vida a Park Joon-yong, el asistente de Seo Yi-do (Shin Sung-rok). En noviembre del mismo año se unió al elenco recurrente de la serie Psychopath Diary, donde interpretó a Park Jae-ho, un compañero de trabajo de Yook Dong-sik (Yoon Shi-yoon), que abusa del hecho de que Dong-sik no puede decirle a las personas "no", hasta el final de la serie el 9 de enero del 2020.

## Filmografía

### Series de televisión
| Año     | Título                           | Personaje                      | Notas                     | Ref.          |
| ------- | -------------------------------- | ------------------------------ | ------------------------- | ------------- |
| 2004    | Immortal Admiral Yi Sun Shin     | -                              |                           |               |
| 2005    | Princess Lulu                    | -                              |                           |               |
| 2006    | Stranger than Paradise           | -                              |                           |               |
| 2007    | Evasive Inquiry Agency           | -                              |                           |               |
| 2009    | Alien Baseball Team              | -                              |                           |               |
| 2009    | TV Novel: Glory of Youth         | Cheon-man                      |                           |               |
| 2010    | Chosun Police 3                  | -                              |                           |               |
| 2011    | Drama Special: Ji-Hoon Born 1982 | Amigo de Kim Ji-hoon           | 1 episodio                |               |
| 2012    | The Endless World of Literature  | -                              |                           |               |
| 2012-13 | Dream of the Emperor             | General Yeom-jang (de joven)   |                           |               |
| 2013    | Wang's Family                    | Gerente de seguridad del hotel |                           |               |
| 2014    | Jeong Do-jeon                    | Yeong-choon                    |                           |               |
| 2014    | You Are the Only One             | -                              |                           |               |
| 2014    | Into the Flames                  | -                              |                           |               |
| 2015    | High-end Crush                   | Director                       |                           |               |
| 2015    | The Merchant: Gaekju 2015        | -                              |                           |               |
| 2016    | One More Time                    | Jin-kook                       |                           |               |
| 2016    | Spark                            | Bong-soo                       |                           |               |
| 2016    | Another Miss Oh                  | Ki-tae                         |                           |               |
| 2016    | Descendants of the Airport       | -                              | Serie web, 1 episodio     |               |
| 2016    | Magic Cellphone                  | Kim Ho-chang                   | 10 episodios              |               |
| 2017    | I'm Not a Robot                  | "Miami"                        |                           |               |
| 2017    | Meloholic                        | Pervertido                     | Ep. n.º 4                 |               |
| 2017    | Amor revolucionario              | Jefe Yang                      |                           | [ 5 ]         |
| 2017    | Go Back Couple                   | Soldado                        | Ep. n.º 6                 |               |
| 2017    | Strongest Deliveryman            | Baek Gong-gi                   |                           |               |
| 2017    | Duel                             | Kim Ik-hong                    |                           |               |
| 2017    | Introverted Boss                 | Hombre en el baño              | Ep. n.º 2                 |               |
| 2016-17 | Goblin                           | Parca                          |                           |               |
| 2018    | God's Quiz Season 5              | Nam Sang-bok                   |                           |               |
| 2018    | The Beauty Inside                | Doctor                         | Ep. n.º 1                 |               |
| 2018    | Player                           | Matón                          |                           |               |
| 2018    | 100 Days My Prince               | Seo Goo-dol                    |                           |               |
| 2018    | Mysterious Personal Shopper      | Hong Chul-soo                  |                           |               |
| 2019    | Perfume                          | Park Joon-yong                 |                           |               |
| 2019    | La vida secreta de mi secretaria | Dr. Goo Seok-chan              | Ep. n.º 2                 |               |
| 2019-20 | Psychopath Diary                 | Park Jae-ho                    |                           |               |
| 2020    | Memorist                         | Det. Kim Min-gon               | Ep. n.º 1                 |               |
| 2021    | The King's Affection             | Jefe de Astrología             | Ep. n.º 14                |               |
| 2022    | Besos y presagios                | Kang Sang-goo                  |                           | [ 12 ]        |
| 2023    | Our Blooming Youth               | Man-dok                        |                           | [ 13 ] [ 14 ] |
| 2023    | 7 Escape                         |                                |                           | [ 15 ]        |
| 2023    | Nam-soon, una chica superfuerte  | Hwang Geum-dong                |                           | [ 16 ] [ 17 ] |
| 2024    | No hay amor desinteresado        | Profesor de educación física   | Aparición especial, ep. 1 | [ 18 ]        |
| 2024    | Dog Knows Everything             | Park Yeong-chun                |                           |               |

### Películas
| Año  | Título                                 | Personaje     | Notas                                                                                    | Ref.   |
| ---- | -------------------------------------- | ------------- | ---------------------------------------------------------------------------------------- | ------ |
| 2000 | Masterpiece of Love                    | Estudiante    | junto a Park Joong-hoon, Song Yoon-ah, Hwang In-sung y Park Chul-min                     |        |
| 2004 | Samaritan Girl                         | Hermano 2     | junto a Lee Eol, Kwak Ji-min, Han Yeo-reum y Oh Yong                                     |        |
| 2006 | A Millionaire's First Love             | Estudiante    | junto a Hyun Bin, Lee Yeon-hee, Cho Yong-joon, Lee Do-hyeon, Lee Han-sol y Lim Ju-hwan   |        |
| 2008 | A Tale of Legendary Libido             | Ki-doo        | junto a Bong Tae-gyu, Kim Ye-won, Oh Dal-su, Youn Yuh-jung, Song Jae-ho y Jeon Soo-kyung |        |
| 2015 | Lost Flower: Eo Woo Dong               | Kim Sang-sun  | junto a Baek Do-bin, Kang Eun-bi, Yeo Wook-hwan, Nam Kyung-eup y Yook Mi-ra              |        |
| 2017 | Live to Delete                         | Manager       | junto a Heo Jung-min, Yoo Hee-je, Song Hee-jung y Lee Se-mi                              |        |
| 2018 | Folktale (New Old Story)               | Choi Maeng-ja | junto a Jae Hee, Yoon Gi-won, Ahn Ji-hwan, Choi Ji-woong y Kim Sa-hun                    |        |
| 2019 | My Bossy Girl (Your Girlfriend)        | Chang-gil     | junto a Ji Il-joo, Lee Elijah, Heo Jung-min y Go Geon-han                                |        |
| 2019 | I Killed My Wife                       | Gi-doo        | junto a Lee Si-eon, Ahn Nae-sang, Wang Ji-hye, Jeong Hyun y Seo Ji-young                 |        |
| 2020 | 슈퍼 베어                              | -             | junto a 이다은, 서반석 y 박성영                                                          |        |
| 2022 | Piratas: El último tesoro de la corona | Gomchi        | junto a Kang Ha-neul, Han Hyo-joo, Lee Kwang-soo y Kwon Sang-woo.                        | [ 19 ] |
| 2025 | Streaming                              | Tae-ho        | aparición especial, junto a Kang Ha-neul                                                 |        |

### Programas de variedades
| Año  | Título                                         | Notas                                 | Ref.   |
| ---- | ---------------------------------------------- | ------------------------------------- | ------ |
| 2017 | Singing Battle: 13th Game                      | Ep. 24–25                             |        |
| 2018 | King of Mask Singer                            | Ep. 155 - concursó como "Bullfighter" |        |
| 2021 | House on Wheel: Lending You My House on Wheels | Miembro                               | [ 20 ] |